# Associated British Foods
Associated British Foods este o companie multinațională din industria alimentară, cu sediul în Londra. Compania este listată pe London Stock Exchange. Vânzările anuale ale companiei sunt de 6,8 miliarde lire sterline. Compania are 85.000 de angajați în 43 de țări.